# Hanson (azienda)
Hanson plc (precedentemente Hanson Trust plc) è una società britannica operante internazionalmente nei materiali per edilizia, con sede a Londra. Prima di una serie di scissioni avvenute negli anni 1990 Hanson era un conglomerato di diverse filiali e una delle più grandi aziende britanniche. È stata quotata al London Stock Exchange e ha fatto parte dell'indice FTSE 100 per molti anni, prima di venire acquisita da una divisione della rivale tedesca Heidelberg Cement nell'agosto del 2007.